# Diadema
Diadema − miasto w Brazylii, w stanie São Paulo.
Liczba mieszkańców w 2021 roku wynosiła 429 550.
W mieście rozwinął się przemysł samochodowy.
W mieście ma siedzibę klub piłkarski EC Água Santa.